# Pick-up (serie televisiva)
Pick-up (in ebraico פיק אפ‎?) è una serie televisiva israeliana